# Yacine Oualid
Yacine El Mahdi Oualid (en arabe : ياسين المهدي وليد), né le 12 juin 1993 à Mascara, est un homme politique algérien.
Il est nommé ministre délégué chargé des start-up par le président Abdelmadjid Tebboune le 2 janvier 2020,. Son poste est enrichi des Micro-entreprises le 8 septembre 2022, avec le rang de ministre à part entière. Il est nommé ministre de la Formation et de l'Enseignement professionnels le 18 novembre 2024.
En 2022, il est considéré par Forbes comme l'une des personnalités les plus influentes d'Afrique,.

## Biographie

### Jeunesse et formation
Yacine Oualid naît le 12 juin 1993 à Mascara en Algérie. Universitaire, après des études à la faculté de médecine de Université de Sidi Bel Abbès, il obtient son doctorat de médecine en 2018.

### Vie professionnelle
En juin 2016, il crée SSH, une entreprise spécialisée dans les solutions cloud pour entreprises, en septembre 2019, lui et son partenaire ont fondé Smart Ways, une startup dans le domaine de la logistique et de la géolocalisation. En décembre de la même année, il a fondé Bright Solutions, une société informatique de premier plan fournissant des solutions et des services informatiques, son siège est en Angleterre[réf. nécessaire].

### Ministre
Le 2 janvier 2020, il est nommé au poste de ministre délégué chargé des start-up par le président Abdelmadjid Tebboune. Il est alors décrit comme le plus jeune ministre dans le gouvernement actuel. Son poste est élargi le 8 septembre 2022 aux micro-entreprises et à leur promotion et il est alors promu ministre à part entière.
Il est nommé ministre de la Formation et de l'Enseignement professionnels le 18 novembre 2024.